# NGC 1207
NGC 1207 je spirální galaxie v souhvězdí Persea. Její zdánlivá jasnost je 12,7m a úhlová velikost 2,30′ × 1,6′. Je vzdálená 219 milionů světelných let, průměr má 150 000 světelných let. NGC 1207 je největší a nejjasnější galaxie z gravitačně vázané trojice, kterou tvoří spolu s NGC 1233 a UGC 26047. Galaxii objevil 18. října 1786 William Herschel.